# Waar het Oog al is, wil de Voet naar toe
Waar het Oog al is, wil de Voet naar toe is een kunstwerk in de Gelderse plaats Wijchen van het kunstenaarsduo Dedden & Keizer (Albert Dedden en Paul Keizer) uit Deventer.
Het beeld is gemaakt van keramiek en heeft een hoogte van 320 centimeter. De hard gebakken klei is afgewerkt met een blauwgroene glazuur waarin lijnen lopen. Het is herkenbaar als een menselijke figuur, waarbij de voeten vloeiend overgaan in heupen, romp en hoofd. Daar waar zich gewoonlijk het gezicht bevindt, is een soort van verrekijker aanwezig.
Het beeld staat in de lus van de Kasteellaan bij de rotonde met de Stationslaan en de Nieuweweg. De prominente plaats in de lus geeft ook aan, dat de weg hier voorheen rechtdoor ging. Hier ging eeuwenlang de druk belopen weg van Wijchen naar Nijmegen. Het beeld markeert ook de toegang tot het oude Wijchen.